# Marianka
Marianka je naseljeno mjesto u okrugu Malacky u Bratislavskom kraju u Slovačkoj.

## Stanovništvo
| Godina:     | 1993. | 2003.   | 2013.    | 2023.    |
| ----------- | ----- | ------- | -------- | -------- |
| Broj ljudi: | 919   | 1010    | 1579     | 2332     |
| Razlika:    |       | +9,90 % | +56,33 % | +47,68 % |

| Godina:     | 2022. | 2023.   |
| ----------- | ----- | ------- |
| Broj ljudi: | 2296  | 2332    |
| Razlika:    |       | +1,56 % |

Prema podatcima o broju stanovnika iz 2023. godine naselje je imalo 2332 stanovnika.

## Vanjske poveznice
|  | Zajednički poslužitelj ima još gradiva o temi Marianka |

- Službena stranica naselja (sl.)